# Impatiens bellula
Impatiens bellula är en balsaminväxtart som beskrevs av Joseph Dalton Hooker. Impatiens bellula ingår i släktet balsaminer, och familjen balsaminväxter. Inga underarter finns listade i Catalogue of Life.